# Bad Bocklet
Bad Bocklet este o comună-târg și o stațiune balneară din districtul Bad Kissingen, regiunea administrativă Franconia Inferioară, landul Bavaria, Germania.
Hala stațiunii balneare din acestă localitate a fost creată de arhitectul german Balthasar Neumann.